# Luisichthys
Luisichthys es un género extinto de peces osteíctios prehistóricos del orden Pachycormiformes. Este género marino fue descrito por White en 1942.

## Especies
Clasificación del género Luisichthys:
- † Luisichthys (White 1942)
  - † Luisichthys vinalesensis (White 1941)